# Łozówka (hromada Skoryki)
Łozówka – wieś na Ukrainie w rejonie tarnopolskim należącym do obwodu tarnopolskiego.
W 1893 urodził się tu Antoni Dobrzański (zm. 1953) – polski otolaryngolog.
Do 2020 w rejonie podwołoczyskim.